# Anatomia (filme)
Anatomie (bra/prt: Anatomia) é um filme alemão de 2000, dos gêneros suspense e terror, dirigido por Stefan Ruzowitzky, com roteiro dele e Peter Engelmann e estrelado por Franka Potente.
O filme, que teria uma sequência em 2003 (Anatomie 2), obteve grande sucesso de bilheteria na Alemanha.[carece de fontes?]

## Sinopse
O filme conta a história da estudante Paula, que, aceita no prestigiado curso de medicina em Heidelberg, resolve passar as férias dissecando cadáveres com outros estudantes, até que ela se depara com o corpo de um rapaz que havia conhecido horas antes, no trem. Paula então dá início a uma investigação particular que envolve a ética da conceituada instituição e acabará por levá-la à descoberta de uma terrível verdade.

## Elenco
| • Franka Potente          | ...... | Paula Henning |
| • Benno Fürmann           | ...... | Hein          |
| • Rüdiger Vogler          | ...... | dr. Henning   |
| • Anna Loos               | ...... | Gretchen      |
| • Oliver Wnuk             | ...... | Ludwig        |
| • Arndt Schwering-Sohnrey | ...... | David         |
| • Sebastian Blomberg      | ...... | Caspar        |
| • Holger Speckhahn        | ...... | Phil          |
| • Traugott Buhre          | ...... | prof. Grombek |
| • Gennadi Vengerov        | ...... | o zelador     |